# We Made You
"We Made You" é uma canção de hip hop do rapper americano Eminem, com participação de Richard Hoult e Charmagne Tripp. É o primeiro single oficial do seu álbum Relapse. Produzido por Dr. Dre e co-produzido pelo próprio Eminem e Doc Ish, que assim como a canção "Just Lose It" não contém a palavra "f*ck", a canção teve a participação da cantora Dina Rae, que participou de algumas musicas do rapper como Superman, canção foi lançada como o primeiro single do álbum em 7 de abril de 2009. Eminem cantou está canção juntamente com "Crack a Bottle" no MTV Movie Awards 2009.

## Videoclipe
O videoclipe de "We Made You" foi dirigido pelo diretor americano Joseph Kahn, que também dirigiu para Eminem o video musical de "Without Me" — canção ganhadora de um Grammy. O vídeo foi filmado em Las Vegas e conta com participações especiais de Dr. Dre, 50 Cent, Cynthia Nixon, Kon Artis, Bobby Lee, o proprietário do hotel The Palms George Maloof, Melissa Peterman, a atriz Trisha Paytas (simulando Jessica Simpson) e a atriz pornográfica Lisa Ann (como Sarah Palin).
O clipe segue a tendência irônica e humorística dos vídeos dos singles anteriores de Eminem, como "Just Lose It" e "Ass Like That". Trata-se de uma paródia dos programas de televisão Rock of Love e Star Trek. Notáveis celebridades são imitadas no videoclipe incluindo Jessica Simpson, Bret Michaels, Britney Spears, Kevin Federline, Lindsay Lohan, Samantha Ronson, Amy Winehouse, Ellen DeGeneres, Portia de Rossi, Jessica Alba, Sarah Palin, Elvis Presley, Tony Romo, John Mayer, Jennifer Aniston e Kim Kardashian.
A situação inicial é Eminem vestido como Bret Michaels e a continuação uma modelo simulando ser Jessica Simpson cantando o coro da canção que na verdade e cantado por Dina Rae, depois se faz uma alusão ao programa de televisão "Rock of Love" em que as participantes são algumas das já mencionadas. A cantora Britney Spears, é referenciada através da recriação de cenas irônicas do videoclipe de seu single "Gimme More". Bill O'Reilly do talk show The O'Reilly Factor da Fox News, considerou o vídeo “grosseiro” em relação à imagem de Sarah Palin e às letras da música.

## Desempenho do single
Nos Estados Unidos, "We Made You" estreou em 2 de maio de 2009 diretamente na #9 posição da Billboard Hot 100, onde registrou a melhor estreia de um single de Eminem. Sua elevada estreia nos gráficos de canções, se deve as vendas de 167.000 downloads digitais em sua primeira semana no país. Estreou na terceira posição no Hot Digital Songs.
"We Made You" estreou com força na Billboard Hot 100, mas este acabou vendendo menos que os 418.000 downloads digitais vendidos por "Crack a Bottle" na sua primeira semana nos Estados Unidos.

## Lista de faixas
CD single
1. "We Made You" (versão álbum) – 4:30
2. "We Made You" (instrumental) – 4:47

Maxi single
1. "We Made You" (versão álbum) – 4:30
2. "We Made You" (versão limpa) – 4:30
3. "We Made You" (instrumental) – 4:47
4. "We Made You" (videoclipe) – 4:51

## Gráficos
| Gráfico (2009)                               | Melhor posição |
| -------------------------------------------- | -------------- |
| Media Control Charts                         | 8              |
| ARIA Singles Chart                           | 1              |
| Áustria                                      | 6              |
| Ultratop 50 (Flanders)                       | 13             |
| Ultratop 50 (Wallonia)                       | 12             |
| Canadian Hot 100                             | 6              |
| Dinamarca                                    | 8              |
| Billboard Hot 100                            | 9              |
| Billboard Bubbling Under R&B/Hip-Hop Singles | 8              |
| Billboard Hot Rap Tracks                     | 19             |
| Billboard Pop 100                            | 14             |
| Eurochart Hot 100 Singles                    | 4              |
| Índia                                        | 19             |
| Irlanda                                      | 1              |
| Israel                                       | 11             |
| Japan Hot 100 Singles                        | 13             |
| VG-lista                                     | 5              |
| RIANZ                                        | 1              |
| Dutch Top 40                                 | 14             |
| UK Singles Chart                             | 4              |
| Sverigetopplistan                            | 11             |
| Swiss Charts                                 | 4              |
| Türkiye Top 20                               | 3              |

### Vendas e certificações
| País           | Certificação | Vendas   |
| -------------- | ------------ | -------- |
| Austrália      | Ouro         | +35,000  |
| Estados Unidos | Ouro         | +546,561 |
| Nova Zelândia  | Ouro         | +7,500   |
| Reino Unido    | Prata        | +200,000 |